# Ель-Еспінар
Ель-Еспінар (ісп. El Espinar) — муніципалітет в Іспанії, у складі автономної спільноти Кастилія-і-Леон, у провінції Сеговія. Населення — 9755 осіб (2010).
Муніципалітет розташований на відстані близько 55 км на північний захід від Мадрида, 27 км на південь від Сеговії.
На території муніципалітету розташовані такі населені пункти: (дані про населення за 2010 рік)
- Лос-Анхелес-де-Сан-Рафаель: 1446 осіб
- Ель-Еспінар: 4845 осіб
- Естасьйон-де-ель-Еспінар: 704 особи
- Гудільйос: 15 осіб
- Прадос: 8 осіб
- Сан-Рафаель: 2737 осіб

## Демографія
Динаміка населення (INE ):

## Галерея зображень

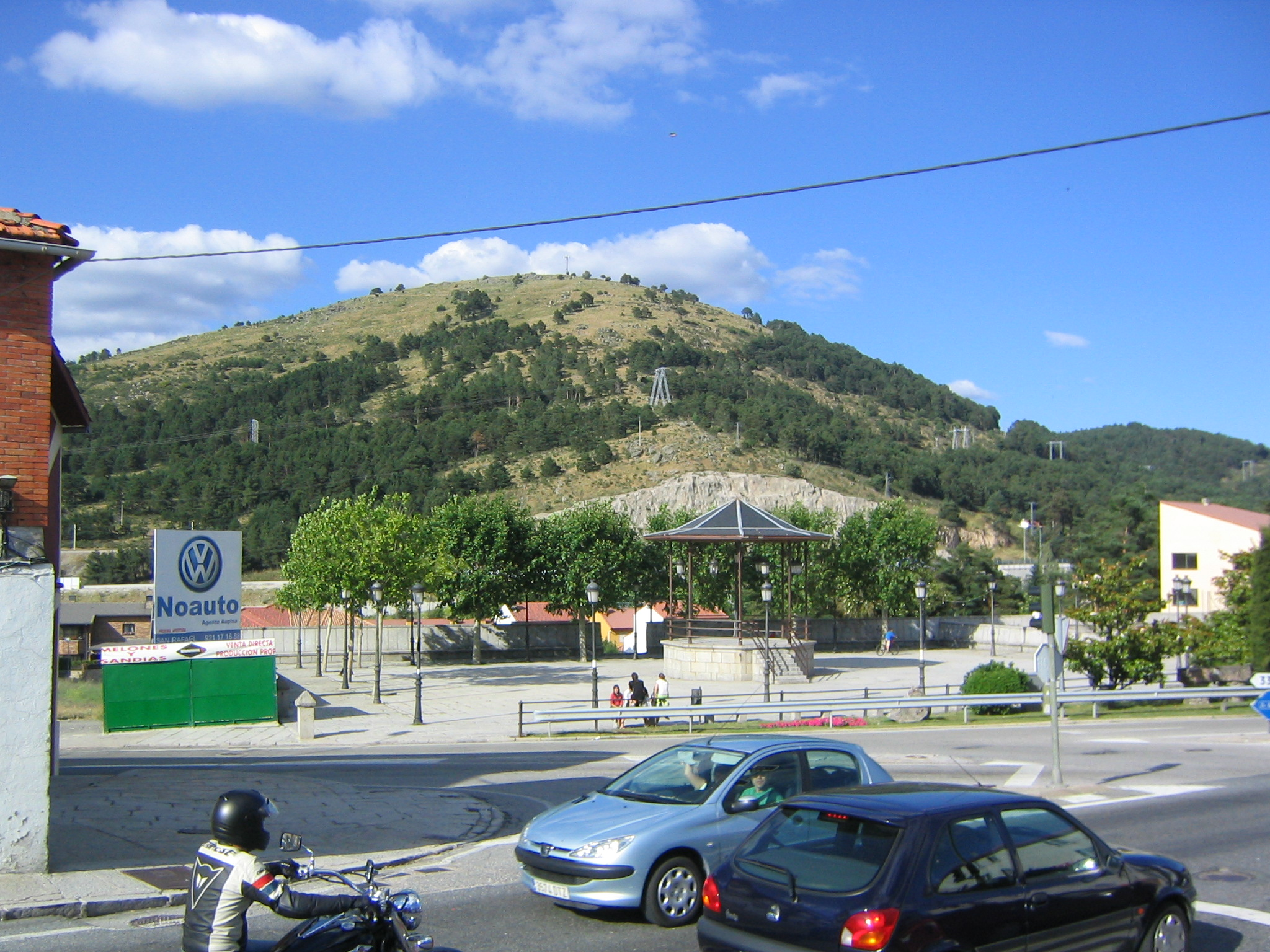
Пласа-де-Кастилья у Сан-Рафаелі
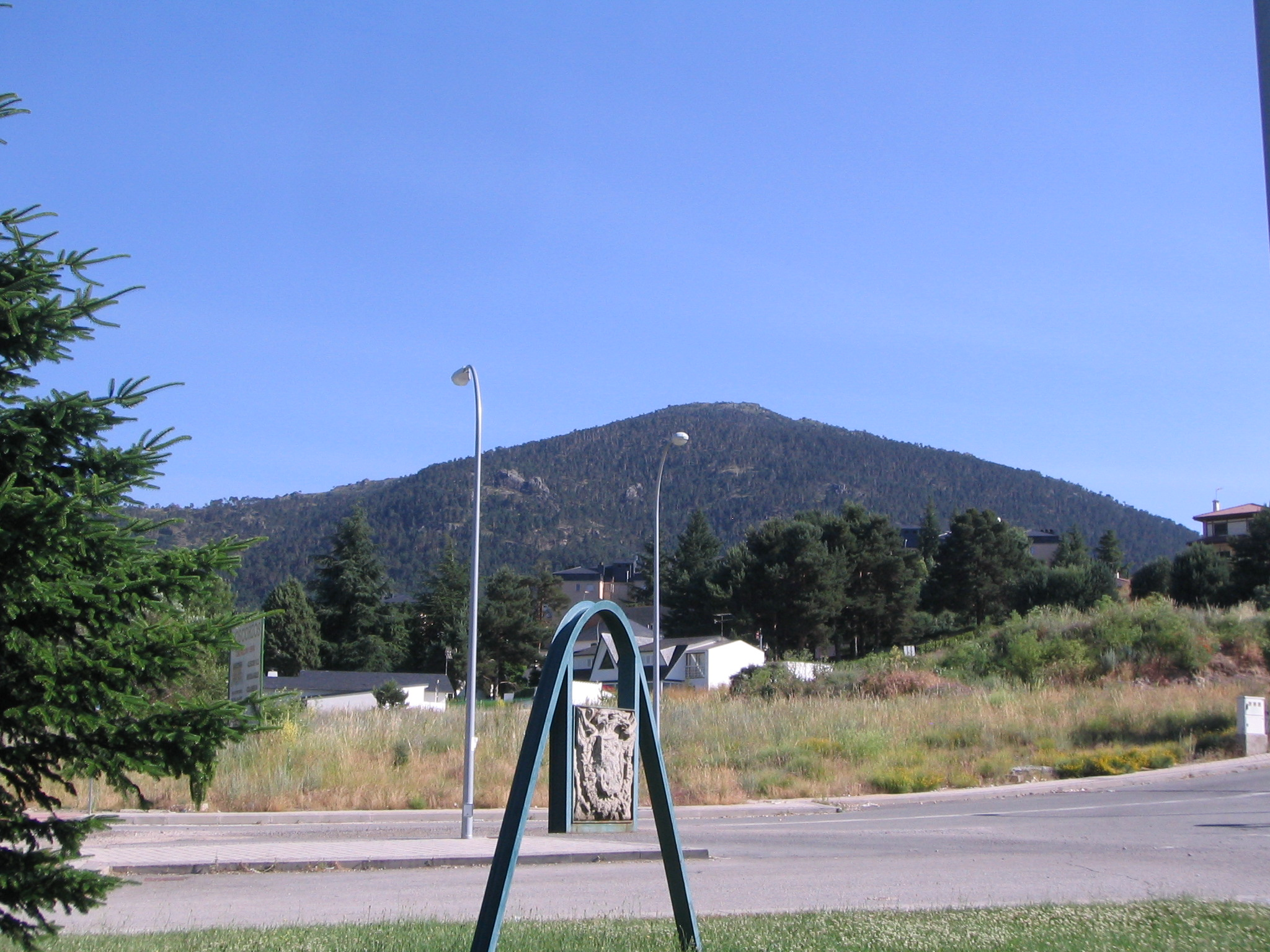
Куева-Вальєнте
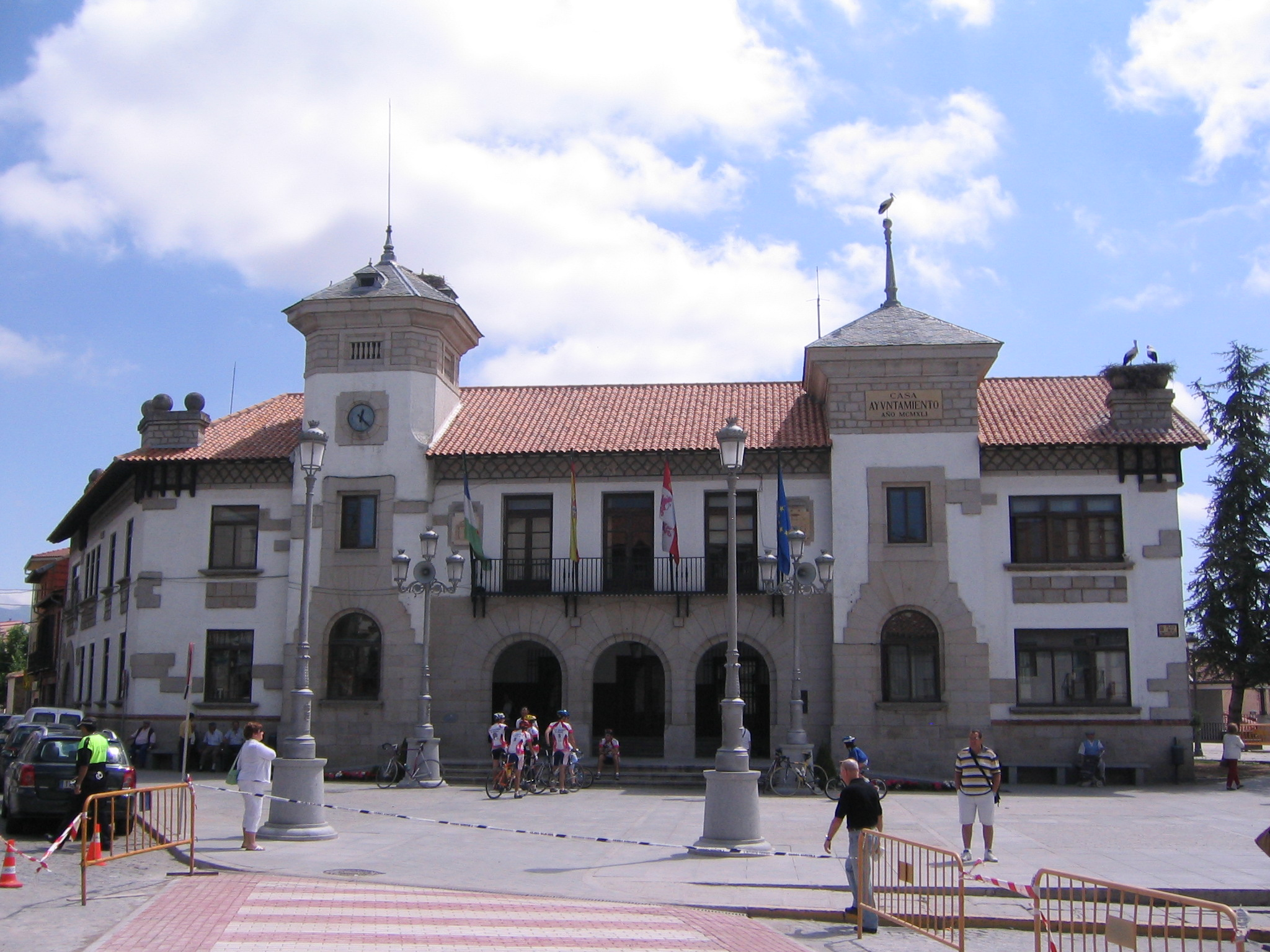
Муніципальна рада
Панорама
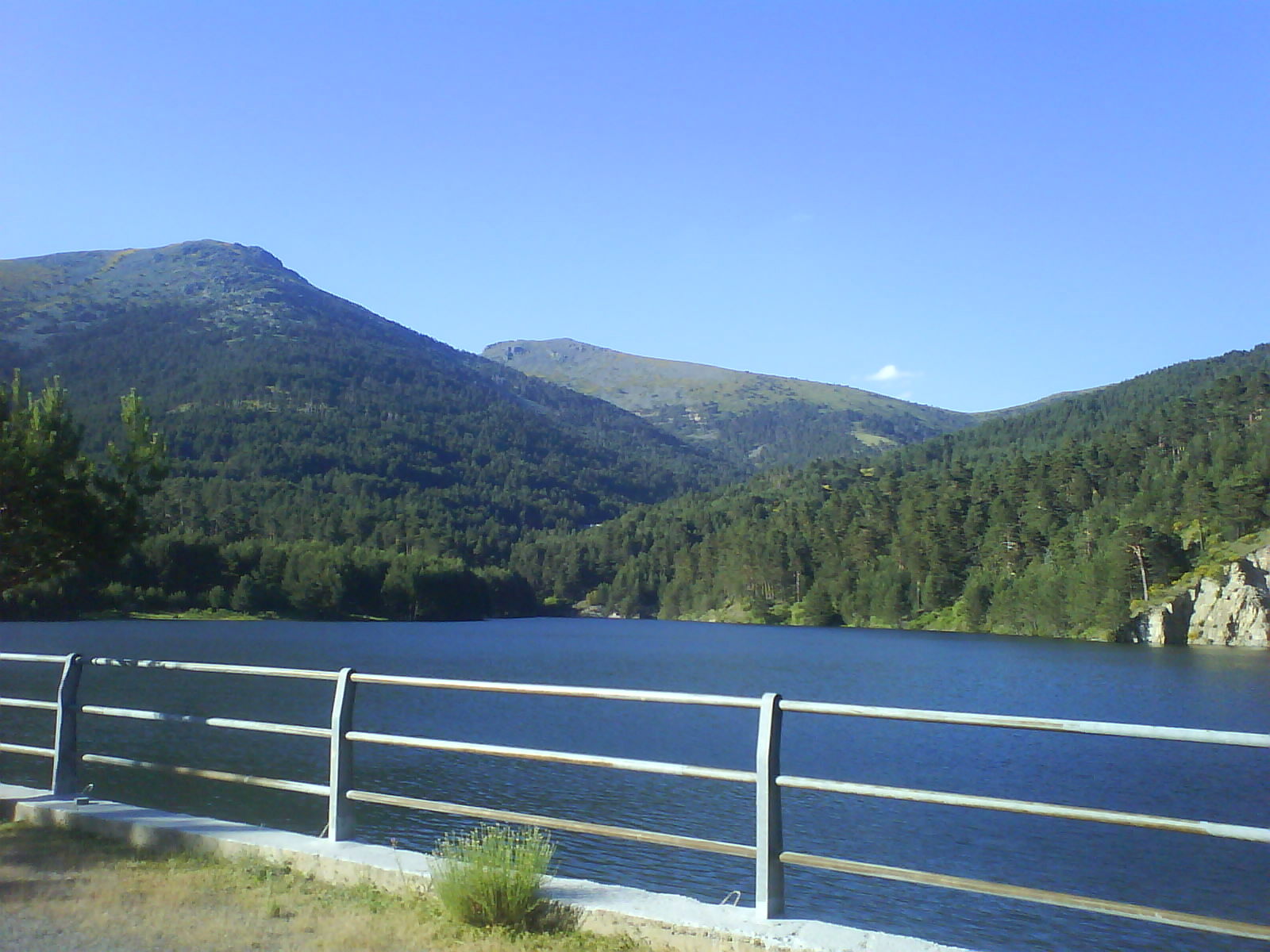
Ла-Гарганта